# Луїза Май Янсен
Луїза Май Янсен (дан. Louise Mai Jansen, 14 квітня 1984) — данська плавчиня.
Учасниця Олімпійських Ігор 2004, 2008 років.